# Bardilis
Bardilis (grško: Βάρδυλλις [Bardillis] ali  Βάρδυλις [Bardilis]), kralj in morda ustanovitelj Dardanskega kraljestva, ki je vladal od leta 385 do 358 pr. n. št., * okoli 448 pr. n. št., † 358 pr. n. št..
Ustvaril je eno od najmočnejših ilirskih držav, ki je obsegala ozemlje Makedonije, Epirja in Linkcetije. Gospodarstvo njegove države je temeljilo na premogovnitvu. Ko je zasedel makedonsko ozemlje in ubil njihovega kralja Perdika III., je leta 385 pr. n. št. napadel Molose v Epirju. Ilirskemu napadu se je pridružil Dionizij I. Sirakuški, ki je nameraval na epirski prestol postaviti begunca Alketa, ki se je skrival na njegovem dvoru, in dobiti nadzor nad Jonskim morjem. Molose je podprla Šparta z 2.000 grškimi hopliti in petsto oklepi. Spartanci so Ilire porazili, niso pa mogli preprečiti pustošenja in poboja kakšnih 15.000 Molosov, ki se je zgodil pred njihovo zmago.  
Bardilis je bil ubit v bitki proti Filipu II. Makedonskemu po Filipovi zavrnitvi mirovne pogodbe, ki je temeljila na obdržanju osvojenih ozemelj. Nasledil ga je Grabos, ki je bil najmočnejši ilirski kralj po Bardilisu.
Bardilis je imel sina in kasnejšega kralja Klejta, hčerko in kasnejšo kraljico Birkeno in vnuka Bardilisa II..

## Zgodnje življenje
Rojen je bil okoli leta 448 pr. n. št. v družini nižjega stanu. V mladosti je bil oglar in rudar. Na prestol ni prišel kot Sirasov zakoniti naslednik, ampak z njegovim strmoglavljenjem, potem ko je Sivas sklenil mirovno pogodbo z Amintom II. glede oblasti v Linkestiji. Bardilis je nasledil različna plemena in ji združil v enotno zvezo. Iz Dardanije je kmalu naredil vodilno silo na Balkanu in spremenil ravnotežje moči z Makedonijo. Med svojimi bojevniki je užival velik ugled zaradi pravične delitve vojnega plena. 
O tem, kje je bila prestolnica njegove države, ni nobenega zapisa. Edina izjema je podatek, da je Filip leta 358 pr. n. št. s svojo zmago dobil oblast v Linkestiji, zato bi Bardilisova prestolnica lahko bila prav na njenem ozemlju. Kakorkoli že, najbolj verjetno središče dardanske države je bilo nekje na ozemlju današnjega Kosova. 
Bardilis je za razliko od prejšnjih ilirskih kraljev združil vojaški in gospodarski razvoj države. Njegovi podložniki Damastini so leta 395 pr. n. št. v Damastionu začeli kovati lepe srebrnike, ki so upoštevali standarde in nekatere simbole takrat  močne Halkidiške zveze. Izvažali so tudi srebro v palicah. Drugo kovnico so odprli leta 365 pr. n. št. v rudarskem mestu Dapariji. Daparijski kovanci so bili izdelani po enakih standardih kot damastinski. Razširjenost Bardilisovih kovancev kaže, da je zgradil obširno  trgovinsko mrežo od osrednjega  Balkana do Donave, ki je bila daleč od glavnih središč grške trgovine. Ko je Dionizij Sirakuški ustanavljal kolonije na vzhodni jadranski obali, je poskušal v svojo interesno sfero vključiti tudi Bardilisovo trgovinsko mrežo. 
Bardilis je v nasprotju s prejšnjimi ilirskimi kralji najbrž zgradil nekaj utrjenih mest. Mesti Lihnidus in Pelion sta imeli obzidje verjetno že pred Filipovo zasedbo.

### Baraliris
Baraliris je namišljen ilirski vladar, ki je, po Tertulijanu, v sanjah imel videnje in je potem izvojeval niz vojaških zmag, ki so mu omogočile razširitev ilirske vladavine na Molosijce in druga plemena vse do meja Makedonije. Omenjeni Baraliris bi lahko bil Bardilis, ker so dejanja obeh vladarjev identična.

## Vojne z Makedonci
Izgleda, da je Bardilis nasprotoval sporazumu med Amintom II. in Sirasom in leta 393 pr. v. št. napadel Makedonijo. V vojni je uporabljal nove taktike vojskovanja, ki jih dotlej ni uporabil še noben ilirski vojskovodja, in izvojeval odločilno bitko proti Amintu III.. Aminta je izgnal in v Makedoniji zavladal preko marionetnega kralja. 
Leta 392 pr. v. št. se je Amint III. povezal s Tesalci in ponovno osvojil Makedonijo. Iliri so kljub temu stalno vdirali preko severne makedonske meje, dokler ni Bardilis leta 372 pr. v. št. prisilil Makedoncev v plačevanje letnega davka. Leta 372 pr. n. št.  je Amint III. umrl. Iz zakona z Ilirko Evridiko je imel tri sinove in hčer. Najstarejši sin je bil Aleksander II., ki je poskušal izgnati Dardance iz Makedonije, vendar mu to ni uspelo. Po porazu v bitki leta 369 pr. n. št. je moral dati svojega mlajšega brata Filipa II. za nekaj časa Bardilisu za talca. Aleksandra II. je leta 365 pr. n. št. nasledil njegov brat Perdik III..
V podporo Darnancem so začeli v Makedonijo vdirati tudi Peonci. Kralj Perdik III., ponižan zaradi plačevanja davkov, je spomladi 358 pr. n. št. z vojsko odkorakal na sever, da bi v bitki razrešil odprta vprašanja in doživel  težak poraz. Med 4.000 mrtvimi je bil tudi sam kralj, ostanek vojske pa je v paniki pobegnil. Dardanci so po zmagi razširili svoje ozemlje na jug do Ohridskega jezera in na zahod v gornjo Makedonijo. Makedonija je bila tik pred popolnim zlomom.
Perdikov naslednik, mlajši brat Filip II., je bil ob prihodu na prestol trdno odločen, da podjarmi Bardilisove Dardance in enkrat za vselej prekine ilirsko pretnjo.

## Podjarmljenje Epirja
Leta 385 pr. n. št. so Iliri sklenili zavezništvo s tiranom Dionizijem Sirakuškim, da bi na epirski prestol ponovno postavili begunca Alketa I. Epirskega, ki je dobil zatošišče na Dionizijevem dvoru. Za njegovo vrnitev sta bili zainteresirani obe strani: Iliri bi z zavezništvom ohranili svojo moč in oslabili vpliv Špartancev in Makedoncev v Epirju, Dionizij pa bi dobil možnost za utrditev trgovanju z mesti ob jadranski in jonski obali. Dionizij je Ilirom, ki so že bili pripravljeni na vojno,  poslal 2.000 mož in 5.000 kosov orožja.  Okrepljena dardanska vojska je vdrla v Epir, pobila 15.000 Molosov in Bardilis je meje svoje države pomaknil na jug vse do jonske obale. Na dogodke v Epirju se je takoj odzvala Šparta in napadla in izgnala Ilire, kljub temu, da so dobili pomoč 2.000 hoplitov in petsto oklepov. Bardilisovo kratkotrajno vladanje v Epirju se je končalo. 
Leta 360 pr. n. št. je nov napad Ilirov prisilil epirskega kralja Arimba, da je svoje civilno prebivalstvo evakuiral v Etolijo in omogočil Ilirom neovirano plenjenje. Ilire, otovorjene s plenom, je na poti domov napadel in jih porazil. Iliri so se istega leta še enkrat odpravili na roparski pohod v Epir in bili ponovno poraženi. 

## Bitka v Erigonski dolini
Makedonija je premagala notranje težave in politični kaos, odstranila grožnje svojih nasprotnikov in bila leta 359 pr. n. št. pripravljana na nov spopad z Iliri. Ko je Filip II. zasedel makedonski prestol, je bil velik del severne Makedonije pod Bardilisovo oblastjo. Da bi se lahko osredotočil samo na notranje probleme in utrditev prestola, je Filip ponovno potrdil z orožjem vsiljeno mirovno pogodbo z Dardanci in zavezništvo potrdil s poroko z Bardilisovo nečakinjo, ali morda hčerko,  Audato. Vsi ti ukrepi so odvrnili napad Ilirov v času, ko je bila država najbolj ranjliva.
Filip je do pomladi leta 358 pr. n. št. zavaroval svoj prestol in se je lahko posvetil okupirani severozahodni Makedoniji. Ko je Bardilis izvedel za mobilizacijo makedonske vojske, je Filipu ponudil novo mirovno pogodbo, ki bi priznala obstoječe stanje pod pogojem, da obe strani obdržita mesta, ki jih imata trenutno v posesti. Ponudba za Filipa seveda ni bila sprejemljiva, ker je bil pripravljen sprejeti samo popoln umik Dardancev iz severozahodne Makedonije. Bardilis od ponudbe ni odstopil in ni bil pripravljen odstopiti zasedenih ozemelj brez boja. Filip je za bitko mobiliziral vse razpoložljive vojake, ki so se zavedali, da Bardilis ne jemlje vojnih ujetnikov in bo po morebitni zmagi vse ujetnike pohabil.
Vojski sta bili številčno približno enaki. Bardilis je imel 500 konjenikov in 10.000 pešakov, Filip pa 600 konjenikov in 10.000 pešakov, vendar je bila makedonska vojska bolje usposobljena in opremljena. Vojski ste se spopadli v dolini Erigon blizu Bitole, malo južneje od dardanske meje. Bardilis je na začetku razvil linearno formacijo, podobno falangi, z najmočnejšimi enotami v sredini. Filip je svoje najboljše enote, hipaspistie, postavil na svoj desni bok. Ko je njegova vojska začela napredovati proti Bardilisovi, je njegova konjenica napadla enega ali oba Bardilisova boka in ga prisilila, da je razvil pravokotno obrambno formacijo. Iliri so se kar nekaj časa upirali nasprotnikovim napadom in vojna sreča se je prevešala zdaj na eno, zdaj na drugo stran. Obe strani sta se hrabro borili, zato je bila bitka dolga. Filipovim hipaspistom je nazadnje uspelo prebiti desni kot dardanske formacije in jo odpreti. V dardanskih vrstah je nastal nered in makedonska falanga je kmalu zatem  strla nasprotnika.
Dardanci so imeli v bitki 7.000 žrtev, se pravi skoraj tri četrtine njihove vojske. Med njimi je bil verjetno tudi Bardilis. Veliko žrtev so imeli tudi Makedonci in po zmagi niso bili zmožni zasledovati pobeglega nasprotnika. Iliri so kasneje preko svojih odposlancev zaprosili za mir in Makedoncem prepustili vsa njihova mesta. Z mirovno pogodbo se je v makedonsko korist rešil tudi problem Linkestije in njihove zahodne meje. Filip je k svoji državi priključil dardansko ozemlje vse do Ohridskega jezera. Priključeno ozemlje je pomenilo obrambno tamponsko cono proti bodočim vdorom Ilirov po dolini Drima. Makedonsko ilirska meja okoli Ohridskega jezera je dolgo časa ostala stabilna.

## Etimologija
Nekateri jezikoslovci iz 20. stoletja so ime Bardilis povezovali z albansko besedo i bardhë – bel. Po mnenju nekaterih drugih je njegovo ime povezano z albanskima besedama i bardhë – bel in  yll – zvezda. S.E. Mann trdi, da je slednja različica povezana z ljudsko etimologijo, ki ne temelji na lingvistični rekonstrukciji, ampak na tradicionalni enačbi.